# دوغ روث
دوغ روث (بالإنجليزية: Doug Roth)‏ مواليد 24 أغسطس 1967 في نوكسفيل، هو لاعب كرة سلة أمريكي معتزل. بدأ مسيرته الاحترافية في سنة 1989. تم اختياره من قبل فريق واشنطن ويزاردز خلال الدرافت. حمل الرقم 13. يبلغ طوله 6 قدم 11 بوصة (2.1 م). اعتزل اللعب في 1994.

## روابط خارجية
- دوغ روث على موقع إن بي أي (الإنجليزية)
- دوغ روث على موقع سبورتس رفرنس (الإنجليزية)
- دوغ روث على موقع كلية كرة السلة في سبورتس رفرنس.كوم (الإنجليزية)
- دوغ روث على موقع ريلجم (الإنجليزية)
- دوغ روث على موقع بروبوليرز (الإنجليزية)